# ソユーズTMA-08M
ソユーズTMA-08M(Soyuz TMA-08M、ロシア語: Союз ТМА-08M)は、国際宇宙ステーションへの往来を目的とするロシアのソユーズのミッションである。第35次長期滞在の3人の乗組員を輸送した。TMA-08Mは、1967年の最初の打上げ以来、ソユーズによる117回目の有人宇宙飛行である。ソユーズは、緊急脱出船として、第36次長期滞在の間、宇宙ステーションとドッキングして宇宙に留まる。打上げ時と同じ3人の宇宙飛行士を乗せて、2013年9月に帰還した。
ソユーズTMA-08Mは、通常の2日間のランデブーに代え、ロシア連邦宇宙局が開発し、プログレスM-16M及びプログレスM-17Mで試験された、大西洋横断飛行よりも短い6時間のランデブーを利用した。

## 乗組員

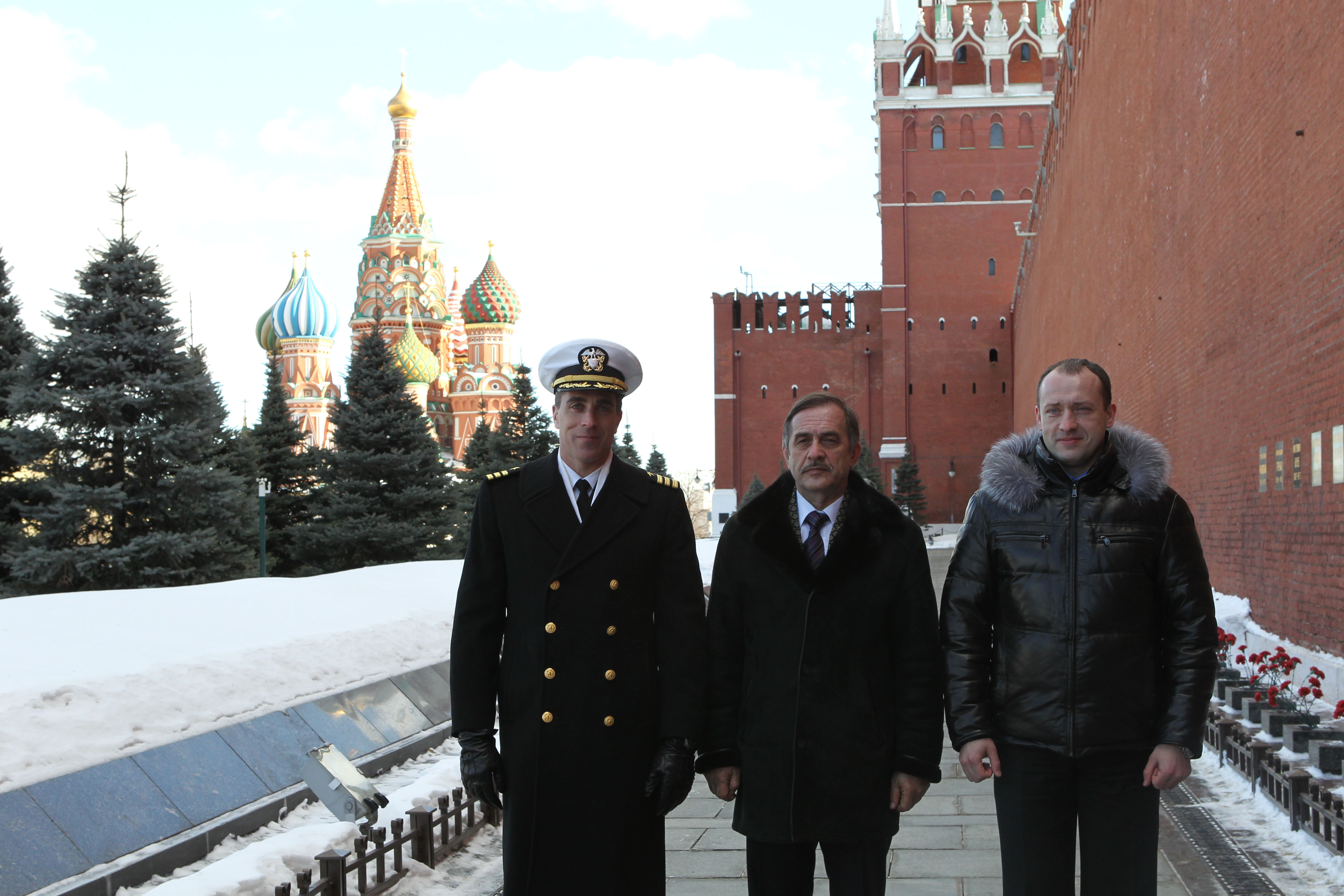
2013年3月7日に赤の広場に記念旅行に行ったソユーズTMA-08Mの乗組員

- 船長 - パーヴェル・ヴィノグラードフ(RKA,3)
- フライトエンジニア1 - アレクサンダー・ミシュルキン(RKA,2)
- フライトエンジニア2 - クリストファー・キャシディ(NASA,2)

### バックアップ
- 船長 - オレッグ・コトフ(RKA)
- フライトエンジニア1 - セルゲイ・リャザーンスキー(RKA)
- フライトエンジニア2 - マイケル・ホプキンス(NASA)

## 打上げ

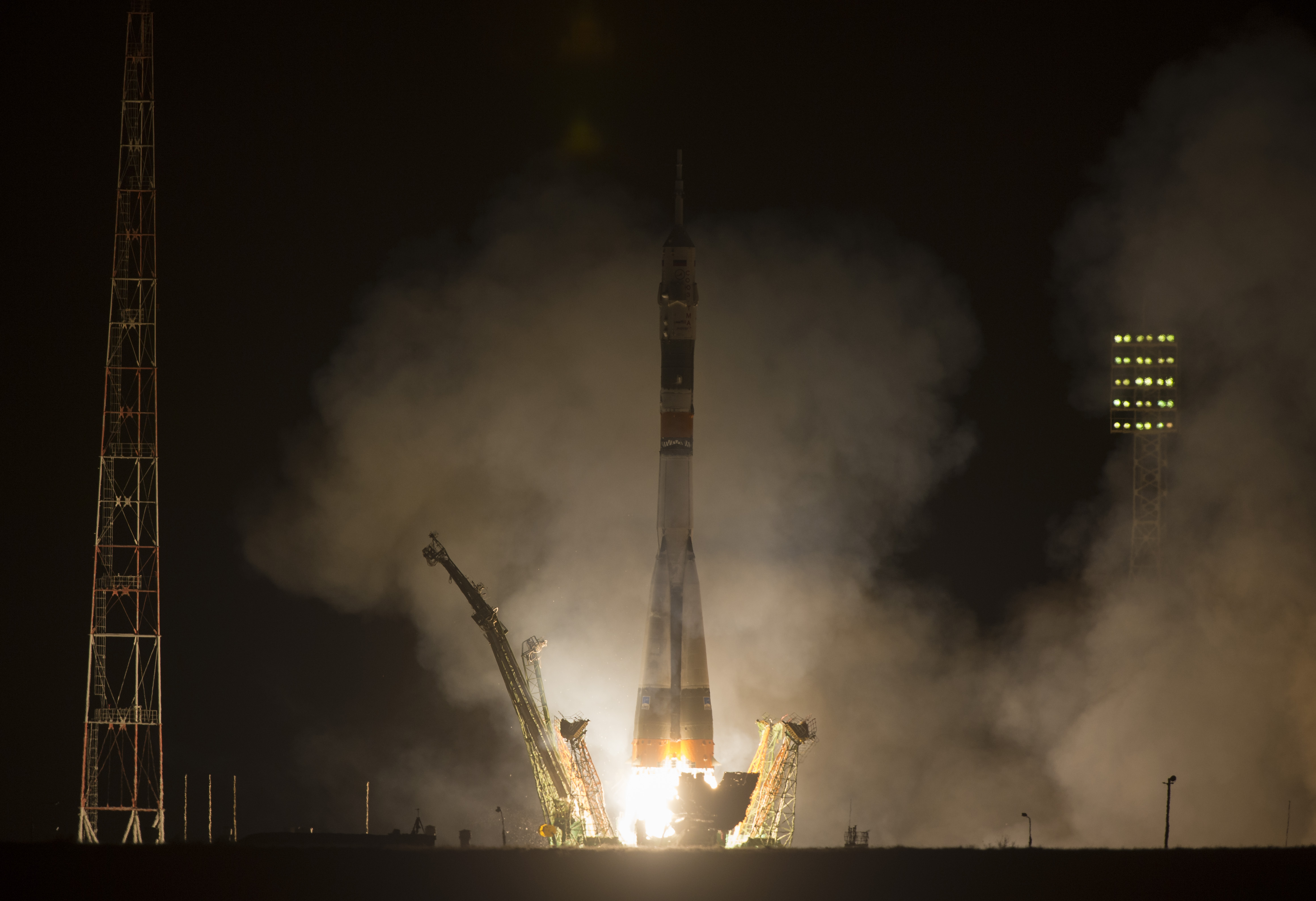
バイコヌール宇宙基地から打ち上げられるソユーズロケット

打上げ機のソユーズFGロケットは、2013年3月26日に公開された。打上げ機は、発射台に設置された後、カウントダウンの準備がなされ、3月28日に打ち上げられた。実験装置を含む最後の荷物は、発射台上のソユーズに運び込まれた。
ソユーズTMA-08Mを乗せたソユーズFGロケットは、20時43分(GMT)にバイコヌール宇宙基地のガガーリン発射台から打ち上げられた。ソユーズの全ての段は正常に機能し、9分後には、乗組員を宇宙に運んだ。船長のヴィノグラードフは中央の座席に座り、ミシュルキンは左、キャシディは右に座った。

## ドッキング
軌道に到達すると、ソユーズTMA-08Mはすぐにランデブーの操作を開始した。最初の軌道で、宇宙船は2つのエンジンを燃焼させた。2周目の軌道で、地球局から真の軌道パラメータが送信された。これらのパラメータを元に、ソユーズは、次の5時間で8つのエンジンを燃焼させた。
ソユーズTMA-08Mと宇宙ステーションのドッキングは打上げから6時間後、4周目の軌道で達成された。3月29日2:28 (GMT)、計画より若干早く、宇宙船はミニ・リサーチ・モジュール2にドッキングした。これは、有人での国際宇宙ステーションへのドッキングの最速記録となった。以前のソユーズのドッキングには2日間を要していた。
4:35(GMT)にハッチが開いた後、新しく到着したソユーズの乗組員は、第35次長期滞在のクリス・ハドフィールドとトーマス・マーシュバーン、ロマン・ロマネンコに歓迎された。6人の乗組員は、モスクワ近郊のコントロールセンターに集まったそれぞれの家族や職員と歓迎セレモニーを行った。